# Li Chen (Künstler)

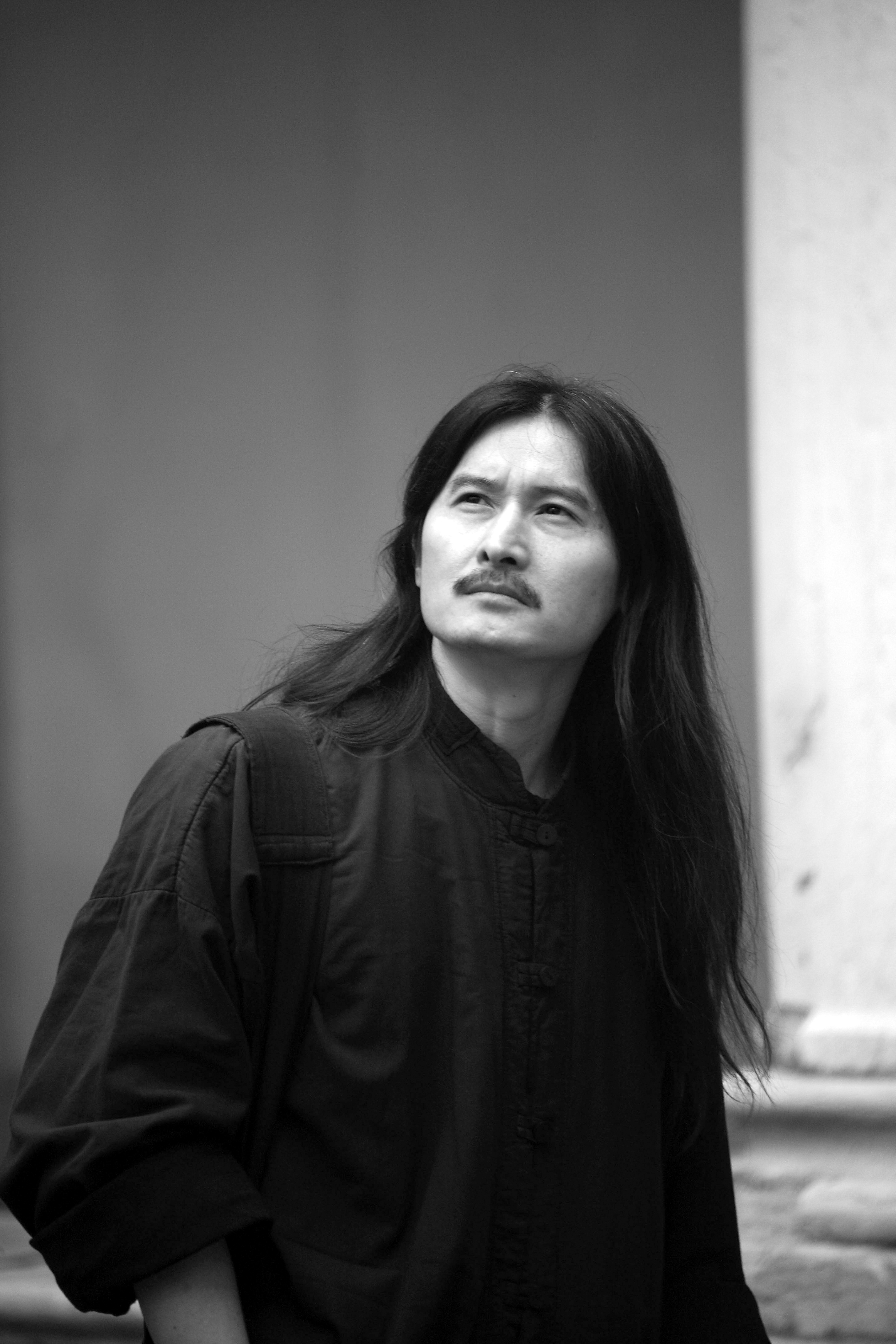
Li Chen (2013)

Li Chen (chinesisch 李真, Pinyin Lǐ Zhēn; * 16. April 1963 in Yunlin) ist ein aus Taiwan (Republik China) stammender Bildhauer.
Li Chen entwarf zunächst als Bildhauer traditionelle Buddha-Statuen für buddhistische Tempel, wofür er die Klassiker des Buddhismus und des Daoismus studierte. In den 1990er Jahren wandte er sich der modernen Kunst zu. Li Chens Rückgriffe auf die traditionellen Motive und Formen der buddhistischen Bildhauerei lassen seine Kunstwerke zwischen dem Ausdruck des Geistes ostasiatischer Harmonie und dem Geist der Moderne wandeln.

## Werdegang

### Frühe Jahre
Li Chen hatte bereits in jungen Jahren Interesse an Kunst und der Malerei.  Während seiner Schulzeit an der National Dajia Industrial Senior High School wurde er von taiwanischen Gegenwartskünstlern wie Chen Hsin-wan, Cheng Chiung-ming, Lee Chin-hsiu und Huang Pu-ching beeinflusst. Nach Ableistung der Wehrpflicht begann Li Chen im Atelier von Hsieh Tung-liang die Bildhauerei zu erlernen.

### 1987 bis 1999
Im Jahr 1987 erhielt er den Auftrag, Buddha-Statuen für den Altar eines Privatmanns zu schaffen. Li Chen widmete sich daraufhin dem Studium religiöser buddhistischer Kunst. Er fand jedoch bald, dass die Arbeit an der den Traditionen verpflichteten Buddha-Statuen ihn künstlerisch einschränkten. Li wollte seiner Kreativität freien Lauf lassen, was ihm als Künstler, der in der Tradition chinesischer Kunst ausgebildet war, nur sehr begrenzt möglich war. Die Werke, die er in dieser Zeit geschaffen hat, sieht er aus diesem Grund nicht als seine eigenwertigen und eigenständigen Kreationen an. Li Chen entschied sich letztlich dazu, seine volle Aufmerksamkeit auf die eigene Kunst zu richten. Seit 1999 setzt er in seinen Kunstwerken seine eigenen künstlerischen Ideen um.

### Kunst seit 2000

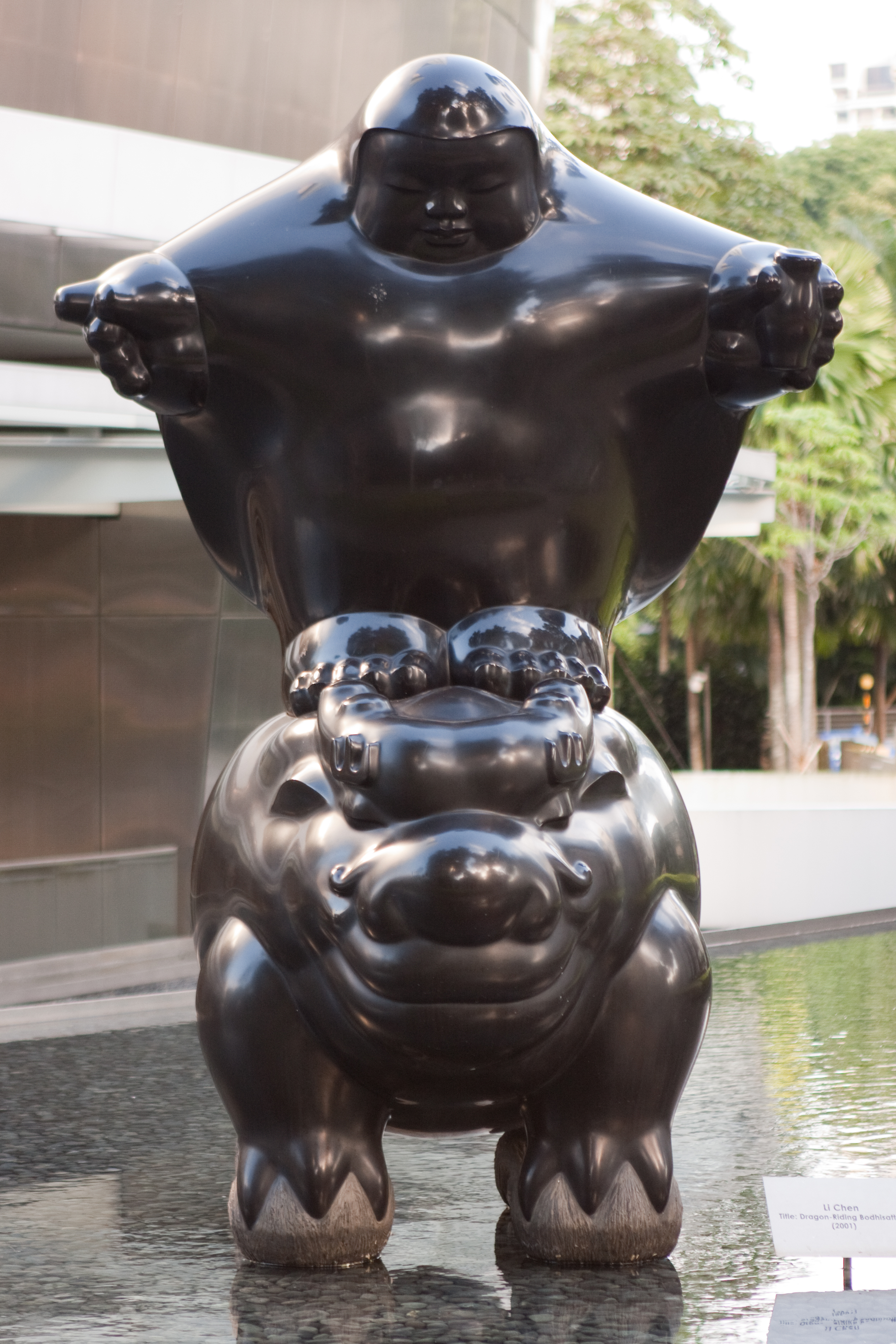
Drachenreitender Buddha, St. Regis, Singapur

Li Chen versucht bereits in seinen frühen Kunstserien mittels der Bildhauerei den Geist und die Bedeutung des östlichen Kulturkreises zu vermitteln. Dabei gelingt ihm die Identifikation und Überwindung der traditionellen Ausdrucksformen der buddhistischen Bildhauerei. Die frühen Serien „Beauty of Emptiness“ und „Energy of Emptiness“ schufen mittels minimalistischer Linien eine Ästhetik der Leere, die das semiotische Bild der Buddha-Statuen einer Neuinterpretation zuführten. Die Statuen schufen durch ihre Rundungen und ihre Fülle, in der die chinesische Philosophie des Tao mit der des Qi kombiniert wird, eine visuelle Spannung, die sowohl schwer als auch leicht ist.

## Einzelausstellungen
- 1999 Energy of Emptiness, Art Taipei, Taipeh
- 2000 The Transformation of Emptiness – Boundary within Boundary, Art Taipei 2000, Taipeh
- 2001 Delights of Ordinary People, River Art Gallery, Taichung
- 2003 Spiritual Journey Through the Great Ether, Michael Goedhuis Gallery, New York
- 2005 Li Chen Sculpture, Art Taipei 2005, Taipeh
- 2007 Energy of Emptiness, 52nd International Art Exhibition – La Biennale di Venezia, Venedig
- 2008 Soul Guardians - Li Chen Solo Show, Asia Art Center, Beijing

In Search of Spiritual Space, National Museum of China, Beijing
- 2009 Li Chen: Mind‧Body‧Spirit, Singapore Art Museum, Singapur
- 2010 The Beacon – When Night Light Glimmers, ShContemporary 10, Shanghai
- 2011 Greatness of Spirit: Li Chen Premiere Sculpture Exhibition, Taipeh
- 2012 Li Chen: Eternity and Commoner, Frye Art Museum, Seattle
- 2013 Li Chen 2013 Place Vendôme Premiere Sculpture Exhibition in Paris[3]